# Africa Mercy
L’Africa Mercy est un navire-hôpital appartenant à l’ONG Mercy Ships, entré en service au Liberia en juin 2007. 

## Histoire
Le projet a débuté en mars 1999 grâce à un don de la Fondation Balcraig. Mercy Ships a alors racheté le rail ferry Dronning Ingrid construit au Danemark. Il fut transformé en hôpital les années suivantes pour un coût total de 62 millions de dollars.
Le m/v Africa Mercy est entré en service au Liberia en juin 2007. C'était le plus grand navire-hôpital civil en service à cette époque. Ses capacités d'action sont plus grandes que celles des trois précédents navires réunis, l’Anastasis, le Carribean Mercy et l’Island Mercy.

## Le navire
Le navire à huit ponts mesure 152 mètres de long et 23 mètres de large, pour un tonnage de 16 572 tonnes .

## L'équipement
Le m/v Africa Mercy met à disposition cinq salles opératoires, une unité de soins intensifs, une unité ophtalmique un laboratoire, un scanner CT, un service de radiologie un microscope numérique Nikon Coolscope permettant un diagnostic par Internet, transmis par un système de communication par satellite et des lits d'hôpitaux pour 82 patients,.
Il prévoit également 126 cabines pour 484 membres d'équipage, incluant des logements pour des familles, des couples et des célibataires. Le navire a aussi une école secondaire, une bibliothèque, une laverie, un café et un petit supermarché,.